# Klaudia Jans-Ignacik
Klaudia Jans-Ignacik (születési neve: Klaudia Jans, Gdynia, 1984. szeptember 24. –) lengyel teniszezőnő, olimpikon.
2000-ben kezdte profi pályafutását, amit 2016-ban fejezett be. Karrierje során három páros WTA-tornán győzött, valamint egy egyéni és tizenegy páros ITF-tornát nyert meg. Grand Slam-tornán a legnagyobb sikerét vegyes párosban a 2012-es Roland Garroson érte el, ahol a mexikói Santiago González partnereként a döntőig jutott. Női párosban a legjobb eredménye a 2015-ös Australian Openen elért negyeddöntő volt. Legjobb világranglista-helyezése egyéniben a 410. volt 2004. augusztusban, párosban a 28. helyen állt 2012. szeptemberben.
Három alkalommal szerepelt női párosban a nyári olimpiai játékokon, 2008-ban Pekingben, 2012-ben Londonban és 2016-ban Rio de Janeiróban. Mindhárom alkalommal az 1. körben szenvedett vereséget.
2002–2016 között 32 alkalommal, 20–12-es eredménnyel szerepelt Lengyelország Fed-kupa-válogatottjában.
A Testnevelési és Sport Akadémián mesterszakos diplomát szerzett. 2011. július 2-án házasodott össze Bartosz Ignacik sportriporterrel.

## Grand Slam-döntői

### Vegyes páros: 1 (1 döntő)
| Eredmény | Év   | Torna         | Borítás | Partner           | Ellenfél                    | Eredmény    |
| -------- | ---- | ------------- | ------- | ----------------- | --------------------------- | ----------- |
| Döntős   | 2012 | Roland Garros | Salak   | Santiago González | Szánija Mirza Mahes Bhúpati | 6–7(3), 1–6 |

## WTA döntői

### Páros: 10 (3–7)
| Összesítés           |                        |
| Grand Slam-torna (0) |                        |
| Tier I (0)           | Premier Mandatory* (0) |
| Tier II (0–1)        | Premier Five* (1–0)    |
| Tier III (0–1)       | Premier* (0–1)         |
| Tier IV (0–1)        | International* (2–3)   |
| Tier V (0)           | Challenger* (0)        |

* 2009-től megváltozott a tornák rendszere.
 Az egymás mellett azonos színnel jelölt tornatípusok között nincs teljes mértékű megfelelés.
| Borításonként |
| ------------- |
| Kemény (1–3)  |
| Salak (2–4)   |
| Fű (0–0)      |
| Szőnyeg (0–0) |

| Eredmény | No. | Dátum               | Torna                                                     | Borítás | Partner             | Ellenfél                                       | Eredmény            |
| -------- | --- | ------------------- | --------------------------------------------------------- | ------- | ------------------- | ---------------------------------------------- | ------------------- |
| Döntős   | 1.  | 2004. augusztus 9.  | Orange Prokom Open, Sopot, Lengyelország                  | Salak   | Alicja Rosolska     | Nuria Llagostera Vives Marta Marrero           | 4–6, 3–6            |
| Döntős   | 2.  | 2005. április 25.   | J&S Cup, Varsó, Lengyelország                             | Salak   | Alicja Rosolska     | Tetjana Perebijnisz Barbora Záhlavová-Strýcová | 1–6, 4–6            |
| Döntős   | 3.  | 2005. július 18.    | Internazionali Femminili di Palermo, Palermo, Olaszország | Salak   | Alicja Rosolska     | Giulia Casoni Marija Koritceva                 | 6–4, 3–6, 5–7       |
| Döntős   | 4.  | 2009. január 10.    | Brisbane International, Brisbane, Ausztrália              | Kemény  | Alicja Rosolska     | Anna-Lena Grönefeld Vania King                 | 6–3, 5–7, [5–10]    |
| Győztes  | 1.  | 2009- április 12.   | Andalucia Tennis Experience, Marbella, Spanyolország      | Salak   | Alicja Rosolska     | Anabel Medina Garrigues Virginia Ruano Pascual | 6–3, 6–3            |
| Döntős   | 5.  | 2009. október 18.   | Generali Ladies Linz, Linz, Ausztria                      | Kemény  | Alicja Rosolska     | Anna-Lena Grönefeld Katarina Srebotnik         | 1–6, 4–6            |
| Döntős   | 6.  | 2011. január 8.     | Brisbane International, Brisbane, Ausztrália              | Kemény  | Alicja Rosolska     | Alisza Klejbanova Anasztaszija Pavljucsenkova  | 3–6, 5–7            |
| Döntős   | 7.  | 2011. május 21.     | Brussels Open, Brüsszel, Belgium                          | Clay    | Alicja Rosolska     | Andrea Hlaváčková Galina Voszkobojeva          | 6–3, 0–6, [5–10]    |
| Győztes  | 2.  | 2012. május 26.     | Internationaux de Strasbourg, Strasbourg, Franciaország   | Salak   | Volha Havarcova     | Natalie Grandin Vladimíra Uhlířová             | 6–7(4), 6–3, [10–3] |
| Győztes  | 3.  | 2012. augusztus 12. | Rogers Cup, Montréal, Kanada                              | Kemény  | Kristina Mladenovic | Nagyja Petrova Katarina Srebotnik              | 7–5, 2–6, [10–7]    |

## WTA 125K-döntői

### Páros: 1 (0–1)
| Eredmény | No. | Dátum             | Torna                                                    | Borítás | Partner             | Ellenfelek a döntőben               | Eredmény |
| -------- | --- | ----------------- | -------------------------------------------------------- | ------- | ------------------- | ----------------------------------- | -------- |
| Döntős   | 1.  | 2016. március 14. | San Antonio Open, San Antonio, Amerikai Egyesült Államok | Kemény  | Anastasia Rodionova | Anna-Lena Grönefeld Nicole Melichar | 1–6, 3–6 |

## ITF döntői (12–9)

### Egyéni (1–1)
| Díjazás        |
| -------------- |
| $100,000 torna |
| $75,000 torna  |
| $50,000 torna  |
| $25,000 torna  |
| $10,000 torna  |

| Borításonként |
| ------------- |
| Kemény (0–0)  |
| Salak (1–1)   |
| Fű (0–0)      |
| Szőnyeg (0–0) |

| Eredmény | No. | Dátum                | Torna                 | Borítás | Ellenfél              | Eredmény      |
| -------- | --- | -------------------- | --------------------- | ------- | --------------------- | ------------- |
| Döntős   | 1.  | 2003- szeptember 15. | Chieti, Olaszország   | Salak   | Aleksandra Srndovic   | 5–7, 1–6      |
| Győztes  | 1.  | 2004. május 23.      | Gdynia, Lengyelország | Salak   | Magdalena Kiszczyńska | 6–4, 3–6, 6–4 |

### Páros (11–8)
| Díjazás        |
| -------------- |
| $100,000 torna |
| $75,000 torna  |
| $50,000 torna  |
| $25,000 torna  |
| $10,000 torna  |

| Borításonként |
| ------------- |
| Kemény (3–3)  |
| Salak (7–5)   |
| Fű (0–0)      |
| Szőnyeg (1–0) |

| Eredmény | No. | Dátum                | Torna                         | Borítás     | Partner          | Ellenfél                                        | Eredmény         |
| -------- | --- | -------------------- | ----------------------------- | ----------- | ---------------- | ----------------------------------------------- | ---------------- |
| Győztes  | 1.  | 2003. augusztus 10.  | Gdynia, Lengyelország         | Salak       | Alicja Rosolska  | Irina Kuzmina Monika Schneider                  | 7–5, 6–2         |
| Döntős   | 2.  | 2003. szeptember 15. | Chieti, Olaszország           | Salak       | Alicja Rosolska  | Kika Hogendoorn Betina Pirker                   | 3–6, 6–7 (6)     |
| Győztes  | 3.  | 2003. szeptember 22. | Gdynia, Lengyelország         | Salak       | Alicja Rosolska  | Claudia Ivone Giulia Meruzzi                    | 6-0 6-3          |
| Döntős   | 4.  | 2004. február 1.     | Tipton, Egyesült Királyság    | Kemény      | Alicja Rosolska  | Rebecca Llewellyn Melanie South                 | 6–2, 1–6, 4–6    |
| Győztes  | 5.  | 2004. február 9.     | Varsó, Lengyelország          | Kemény (f)  | Alicja Rosolska  | Gubacsi Zsófia Nagy Kira                        | 6-4, 6-3         |
| Döntős   | 6.  | 2004. július 7.      | Grado Olaszország             | Salak       | Alicja Rosolska  | Rosa Maria Andres Rodriguez Andreea Ehritt-Vanc | 2-6, 2-6         |
| Győztes  | 7.  | 2004. augusztus 8.   | Gdynia, Lengyelország         | Salak       | Alicja Rosolska  | Natalija Bogdanova Valerija Bondarenko          | 6-2 6-4          |
| Győztes  | 8.  | 2004. augusztus 31.  | Varsó, Lengyelország          | Salak       | Alicja Rosolska  | Martina Babakova Iveta Gerlova                  | 6-2 6-3          |
| Döntős   | 9.  | 2005. február 7.     | Capriolo, Olaszország         | Kemény (f)  | Alicja Rosolska  | Marija Koritceva Emma Laine                     | 6–3, 4–6, 5–7    |
| Győztes  | 10. | 2006. április 9.     | Dinan, Franciaország          | Salak (f)   | Henrieta Nagyová | Mădălina Gojnea Agnieszka Radwańska             | 3–6, 6–2, 6–4    |
| Döntős   | 11. | 2006. április 11.    | Biarritz, Franciaország       | Salak       | Alicja Rosolska  | Nina Bratcsikova Jaroszlava Svedova             | 3–6, 2–6         |
| Döntős   | 12. | 2006. szeptember 4.  | Denain, Franciaország         | Salak       | Alicja Rosolska  | Romina Oprandi Jasmin Woehr                     | 6-4 2-6 4-6      |
| Győztes  | 13. | 2006. október 8.     | Barcelona, Spanyolország      | Salak       | Alicja Rosolska  | Gallovits-Hall Edina Vanessa Henke              | 6–1, 6–2         |
| Győztes  | 14. | 2006. október 28.    | Pozsony, Szlovákia            | Kemény (f)  | Alicja Rosolska  | Lucie Hradecká Michaela Paštiková               | 6–1, 6–3         |
| Győztes  | 15. | 2006. november 27.   | Milánó, Olaszország           | Szőnyeg (f) | Alicja Rosolska  | Marija Koritceva Emma Laine                     | 6–7(5), 7–5, 6–4 |
| Döntős   | 16. | 2007. május 14.      | Zágráb, Horvátország          | Salak       | Alicja Rosolska  | Emma Laine Szávay Ágnes                         | 1–6, 2–6         |
| Győztes  | 17. | 2007. október 8.     | Joué-lès-Tours, Franciaország | Kemény (f)  | Alicja Rosolska  | Petra Cetkovská Barbora Strýcová                | 6-3 7-5          |
| Döntős   | 18. | 2007. november 25.   | Poitiers, Franciaország       | Kemény      | Alicja Rosolska  | Alla Kudrjavceva Anasztaszija Pavljucsenkova    | 6–2, 4–6, [1–10] |
| Győztes  | 19. | 2008. június 7.      | Róma, Olaszország             | Salak       | Alicja Rosolska  | Alina Zsidkova Marie-Ève Pelletier              | 6–3, 6–1         |

## Eredményei Grand Slam-tornákon

### Párosban
| Grand Slam | Australian Open            | Australian Open                      | Roland Garros          | Roland Garros                          | Wimbledon                   | Wimbledon                           | US Open                     | US Open                                 |
| Év         | Eredmény Partner           | Utolsó ellenfél                      | Eredmény Partner       | Utolsó ellenfél                        | Eredmény Partner            | Utolsó ellenfél                     | Eredmény Partner            | Utolsó ellenfél                         |
| 2007       | 1. kör S Foretz Gacon      | Szun Seng-nan Szun Tien-tien         | 2. kör Alicja Rosolska | Szávay Ágnes Vladimíra Uhlířová        | 1. kör Alicja Rosolska      | L Domínguez Lino A Parra Santonja   | 2. kör Alicja Rosolska      | Corina Morariu Meghann Shaughnessy      |
| 2008       | 2. kör Caroline Wozniacki  | Jen Ce Cseng Csie                    | 1. kör M Jugić-Salkić  | Cara Black Liezel Huber                | 1. kör M Jugić-Salkić       | Carly Gullickson Vladimíra Uhlířová | 3. kör Alicja Rosolska      | A Medina Garrigues V Ruano Pascual      |
| 2009       | 2. kör Alicja Rosolska     | Jen Ce Cseng Csie                    | 2. kör Alicja Rosolska | Jen Ce Cseng Csie                      | 2. kör Alicja Rosolska      | Cara Black Liezel Huber             | 2. kör Alicja Rosolska      | A-L Grönefeld Patty Schnyder            |
| 2010       | 2. kör Alicja Rosolska     | Hszie Su-vej Peng Suaj               | 1. kör Patty Schnyder  | Regina Kulikova Anastasija Sevastova   | 1. kör Gallovits-Hall Edina | Julie Coin Marie-Ève Pelletier      | 2. kör Gallovits-Hall Edina | Alexandra Dulgheru Magdaléna Rybáriková |
| 2011       | 1. kör Alicja Rosolska     | Monica Niculescu Jen Ce              | 1. kör Alicja Rosolska | Sz Kuznyecova V Zvonarjova             | 2. kör Alicja Rosolska      | Marina Eraković Tamarine Tanasugarn | 1. kör Alicja Rosolska      | Jessica Pegula Taylor Townsend          |
| 2012       | 2. kör Urszula Radwańska   | M Kirilenko Nagyja Petrova           | 1. kör A Kudrjavceva   | N Llagostera Vives MJ Martínez Sánchez | 2. kör Alicja Rosolska      | Marina Eraković Tamarine Tanasugarn | 2. kör Kristina Mladenovic  | Serena Williams Venus Williams          |
| 2013       | −                          | −                                    | −                      | −                                      | −                           | −                                   | −                           | −                                       |
| 2014       | −                          | −                                    | 1. kör M Zanyevszka    | Marina Eraković A Parra Santonja       | 2. kör J Bejhelzimer        | Hszie Su-vej Peng Suaj              | −                           | −                                       |
| 2015       | Negyeddöntő Andreja Klepač | Csan Jung-zsan Cseng Csie            | 1. kör Andreja Klepač  | Janette Husárová Paula Kania           | 1. kör Andreja Klepač       | Date Kimiko F Schiavone             | 1. kör Julia Görges         | Kiki Bertens Johanna Larsson            |
| 2016       | 1. kör Paula Kania         | Sabine Lisicki Bethanie Mattek-Sands | 1. kör Xenia Knoll     | Aleksandra Krunić M Lučić-Baroni       | 1. kör Çağla Büyükakçay     | Naomi Broady Heather Watson         | −                           | −                                       |

## Év végi világranglista-helyezései
| Év     | 2001 | 2002 | 2003 | 2004 | 2005 | 2006 | 2007 | 2008 | 2009 | 2010 | 2011 | 2012 | 2013 | 2014 | 2015 | 2016 |
| Egyéni | 979. | 698. | 629. | 450. | 867. | 921. | 962. | 866. | –    | –    | –    | –    | –    | –    | –    | –    |
| Páros  | 872. | 258. | 439. | 167. | 104. | 85.  | 77.  | 57.  | 48.  | 49.  | 43.  | 29.  | –    | 62.  | 41.  | 132. |